# دنفر هيوم
دنفر هيوم (بالإنجليزية: Denver Hume) هو لاعب كرة قدم بريطاني، ولد في 11 أغسطس 1998 في Newbiggin-by-the-Sea ‏ في المملكة المتحدة. لعب مع نادي سندرلاند.